# 花入
花入為特指日式風格的茶道用具，放置擺設茶花的器皿。在重視四季節令的日本茶道中，花與搭配的花入一如席中的其他擺飾，無時無刻提醒著客人當下的時令。

## 分類
依據用途分類，花入可分為置花入、掛花入、吊花入三種：
1. 置花入：放於床之間的地板上，下面要再鋪一層床板。
2. 掛花入：掛於床之間中央的牆壁或柱子上。
3. 吊花入：吊於天花板上。

依據材質分類，則可分為真、行、草三個等級：
1. 真：金屬、瓷，具代表性的為由中國所傳入。
2. 行：日本產上釉陶。
3. 草：日本產無釉陶，竹、藤。